# Улица Маршала Федоренко
Улица Ма́ршала Федоре́нко (до 15 января 1982 года — проектируемый проезд № 158) — улица в районе Западное Дегунино Северного административного округа Москвы, между улицей Бусиновская Горка и Библиотечным проездом. Проходит от развязки на 76 километре МКАД на юго-восток до промышленной зоны и служит западной и южной границей микрорайона Бусиново.

## Происхождение названия
Улица Маршала Федоренко была названа в честь советского полководца, заместителя народного комиссара обороны СССР в период Великой Отечественной войны, маршала бронетанковых войск Я. Н. Федоренко. В 1986 году на боковом фасаде д. 8, корп. 1 установлена аннотационная доска в память о Я. Н. Федоренко.

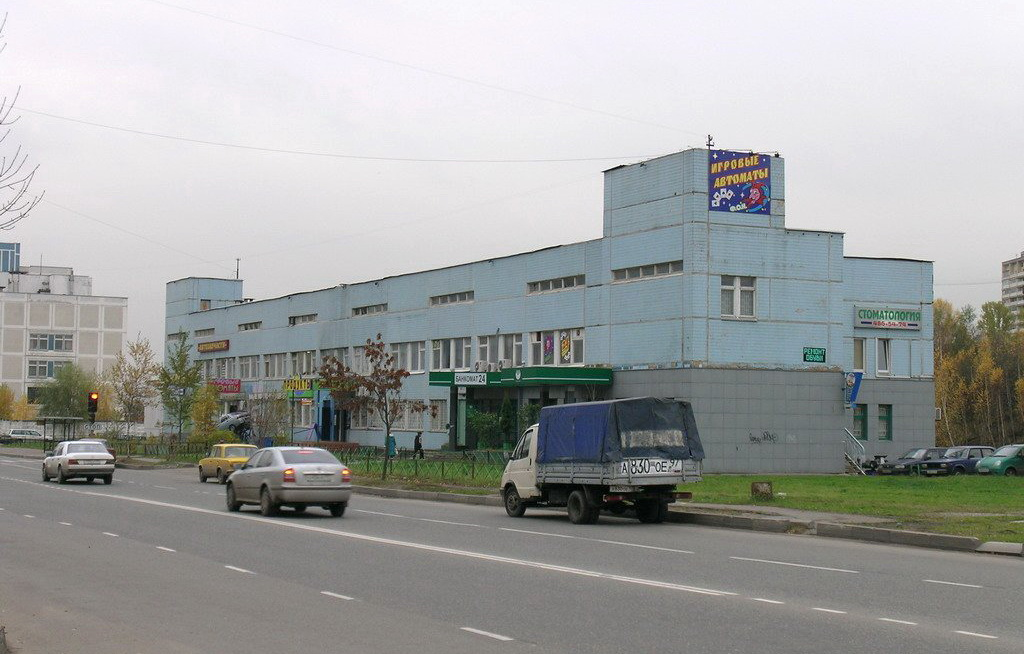
Вид на дом 7

## История
Улица Маршала Федоренко была открыта в 1982 году одновременно с застройкой микрорайона Бусиново.

## Примечательные здания и сооружения
Недалеко от примыкания улицы Маршала Федоренко к улицам Бусиновская Горка и Ижорская расположен построенный в 1859 году Храм Сергия Радонежского в Бусинове. С начала 1990-х годов храм вновь перешёл в число действующих и с тех пор проходит постепенное восстановление. Храм находится по адресу: Ижорская улица, дом 1.

## Транспорт
По улице Маршала Федоренко курсируют автобусы.
По всей длине:
- № 499 — Бусиново —  Лианозово
- № 656 — Бусиново —  Селигерская
- № 673 — Базовская улица —  Ховрино

Частично (в северной части):
- № 270 — Лобненская улица —  Ховрино —  Речной вокзал
- № 559 —  Ховрино —  Лианозово —  Алтуфьево

31 декабря 2017 года в непосредственной близости от микрорайона Бусиново открылась станция метро «Ховрино» (проектное название — «Улица Дыбенко»), которая расположена на пересечении улиц Дыбенко и Зеленоградская и Прибрежного проезда.
28 декабря 2018 года от улицы Маршала Федоренко (между д. 7 и д. 15) открыт внеуличный переход к улице Зеленоградская и станции метро «Ховрино» с двумя пешеходными мостами над сортировочными путями грузовой станции Ховрино и основным ходом Октябрьской железной дороги, сокративший путь от улицы Маршала Федоренко до метро «Ховрино» до 0,7 км. Также имеется туннельный пешеходный переход (0,6 км) от д. 2 по улице Маршала Федоренко в район Ховрино в район д. 27А по Зеленоградской улице по пешеходным тоннелям под путями Октябрьской железной дороги и Северо-Восточной хордой.
23 ноября 2020 года, в непосредственной близости от улицы Маршала Федоренко с примыканием к надземному пешеходному переходу до Зеленоградской ул. открыта платформа Ховрино ОЖД.